# Doesburg
Doesburg (nizozemska izgovorjava: [ˈduzbʏr(ə)x] ()) je občina in mesto v vzhodni Nizozemski v provinci Gelderland. Doesburg je dobil mestne pravice leta 1237 in je imel leta 2014 11.148 prebivalcev. Mesto leži na desnem bregu reke IJssel, ob izlivu reke Stari IJssel. Občina Doesburg je del aglomeracijske regije Arnhem-Nijmegen.

## Zgodovina
Doesburg je dobil mestne pravice leta 1237, leto kasneje kot sosednje mesto Doetinchem. Zaradi svojega strateškega položaja ob Starem IJsselu in Gelderskim IJsselom je bil Doesburg že dolgo pomembno utrjeno mesto. Zaradi utrditve mesta je Doesburg postal pomembno gospodarsko in upravno mesto. Martinikerk, glavna cerkev v Doesburgu, je visoka 94 metrov. Zaradi številnih razlogov, od katerih so mnogi povezani z zmanjšanjem globine IJssela, se je blaginja v Doesburgu ustalila po 15. stoletju. Doesburg se je spremenil v zaspano provincialno mesto in tako je ostalo vse do druge svetovne vojne. Mesto je bilo zaščiteno leta 1974 in označeno kot zgodovinsko mesto.
Ker je bil Doesburg do leta 1923 uradno utrjeno mesto, razširitev mesta ni bila mogoča. Po drugi svetovni vojni se je mesto hitro širilo. V petdesetih letih je bila na vzhodni strani mesta zgrajena četrt Molenveld (= mlinsko polje). Južno od Starega IJssela je v sedemdesetih in osemdesetih letih sledilo okrožje Beinum. Nedavno je bilo južno od Beinuma zgrajeno okrožje Campstede. Na začetku 21. stoletja se je začela gradnja novega območja na IJsselkade s 44 hišami in 124 stanovanji, ki jih je zasnoval italijanski arhitekt Adolfo Natalini. Leta 2007 se je začela gradnja hotela Noabers. 

## Turizem
Na severu Doesburga je več kampov, kjer v visoki sezoni vsako leto biva 4000 obiskovalcev. Tudi zgodovinsko mestno jedro z več muzeji in številnimi spomeniki vsako leto pritegne na tisoče turistov. Velike turistične znamenitosti so glavno sodišče, tovarna gorčice Doesburgse in 'De Waag', ki je po poročilih najstarejše javno mesto na Nizozemskem.

## Znani Doesburgerji
- Peter iz Dusburga (morda 1260-1326), duhovnik-brat in kronist Tevtonskega viteškega reda [5]
- Jan Hendrik van Kinsbergen (1735 v Doesburgu – 1819) grof Doggersbank je bil nizozemski mornariški častnik in morski junak
- Robert Jacob Gordon (1743 v Doesburgu – 1795) raziskovalec, vojak, umetnik, naravoslovec in jezikoslovec škotskega rodu
- Carel Hendrik Ver Huell (tudi Verhuell) (rojen 1764 v Doetinchemu - 1845) nizozemski in pozneje francoski admiral in državnik
- Johan Conrad van Hasselt (1797 v Doesburgu – 1823) zdravnik, zoolog, botanik in mikolog
- Willem Anne Schimmelpenninck van der Oye (1800 v Doesburgu – 1872) politik
- Frederik Alexander Adolf Gregory (1814 v Doesburgu – 1891) nizozemski viceadmiral
- Charles August Masse (rojen 1838 v Doesburgu), član skupščine države Wisconsin

## Galerija
- Most čez "Stari IJssel" pri Doesburgu z ladijskim prometom
- Doesburg, cerkev sv. Martina
- Doesburg, Waag (hiša uteži)
- Doesburg, Huys Optenoort (Rijksmonument)
- Doesburg, moderna arhitektura